# Società per l'Educazione Fisica Mediolanum 1902
Questa voce raccoglie le informazioni riguardanti la Società per l'Educazione Fisica Mediolanum nelle competizioni ufficiali della stagione 1902.

## Stagione
La società affrontò il suo primo ed unico campionato ufficiale, venendo eliminato all'eliminatoria interregionale dal Genoa.

## Divise
La maglia utilizzata per gli incontri di campionato era bianca e nera.
| Manica sinistra · Manica sinistra · Maglietta · Maglietta · Manica destra · Manica destra · Pantaloncini · Calzettoni |

## Organigramma societario
Area direttiva
- Presidente:

Area tecnica
- Allenatore: Bardenheirer

## Rosa
| N. |                           | Ruolo | Calciatore         |
| -- | ------------------------- | ----- | ------------------ |
|    | Italia (bandiera)         | D     | Luigi Bosisio      |
|    | Italia (bandiera)         | D     | Ciminelli          |
|    | Italia (bandiera)         | D     | Emilio Gadda       |
|    | Italia (bandiera)         | D     | Enrico Ghinelli    |
|    | Italia (bandiera)         | D     | Federico Ghinelli  |
|    | Italia (bandiera)         | D     | Lanfranchi         |
|    | Italia (bandiera)         | D     | Carlo Magno Magni  |
|    | Italia (bandiera)         | D     | Giovanni Massaroni |
|    | Italia (bandiera)         | D     | Umberto Meazza     |
|    | Italia (bandiera)         | D     | Attilio Pirovano   |
|    | non conosciuta (bandiera) | C     | Bardenheirer       |
|    | Italia (bandiera)         | C     | Armando Cremonesi  |
|    | Italia (bandiera)         | C     | Maurizio Massaroni |

| N. |                     | Ruolo | Calciatore         |
| -- | ------------------- | ----- | ------------------ |
|    | Svizzera (bandiera) | C     | Hugo Rietmann      |
|    | Italia (bandiera)   | A     | Riccardo Luzzato   |
|    | Italia (bandiera)   | A     | Agostino Recalcati |
|    | Italia (bandiera)   | A     | Antonio Sala       |
|    | Italia (bandiera)   |       | Boffi              |
|    | Italia (bandiera)   |       | Della Lunga        |
|    | Italia (bandiera)   |       | Fornaroli          |
|    | Italia (bandiera)   |       | Franzosi           |
|    | Italia (bandiera)   |       | Locati             |
|    | Italia (bandiera)   |       | Mandelli           |
|    | Italia (bandiera)   |       | Mornati            |
|    | Italia (bandiera)   |       | Trezzi             |

## Calciomercato
| Acquisti | Acquisti           | Acquisti | Acquisti   |
| R.       | Nome               | da       | Modalità   |
| -------- | ------------------ | -------- | ---------- |
| A        | Agostino Recalcati | Milan    | definitivo |

| Cessioni | Cessioni         | Cessioni | Cessioni      |
| R.       | Nome             | a        | Modalità      |
| -------- | ---------------- | -------- | ------------- |
| D        | Lorenzo Torretta |          | fine carriera |
| C        | Giulio Ermolli   | Milan    | definitivo    |
| C        | Giuseppe Rizzi   | Milan    | definitivo    |

## Risultati

### Campionato Italiano di Football

#### Eliminatoria interregionale ligure-lombarda
| Arbitro: | Weber (Torino) |

|       |           |  |
| Senft | Marcatori |  |

### Medaglia del Re

#### Quarti di finale
| Arbitro: | Weber (Torino) |

|                                          |           |         |
| Kilpin Gregoletto Rizzi Negretti Cederna | Marcatori | Luzzato |

### Torneo FGNI

#### Semifinale
| Milano 29 maggio 1902 Semifinale    | Mediolanum | 0 – 2 | Andrea Doria | Arena Civica |
| \| \| \| \| \| \| Marcatori \| ? \| |            |       |              |              |
|                                     |            |       |              |              |
|                                     | Marcatori  | ?     |              |              |

## Statistiche

### Statistiche di squadra
| Competizione                    | Punti | In casa | In casa | In casa | In casa | In casa | In casa | In trasferta | In trasferta | In trasferta | In trasferta | In trasferta | In trasferta | Totale | Totale | Totale | Totale | Totale | Totale | DR  |
| Competizione                    | Punti | G       | V       | N       | P       | Gf      | Gs      | G            | V            | N            | P            | Gf           | Gs           | G      | V      | N      | P      | Gf     | Gs     | DR  |
| ------------------------------- | ----- | ------- | ------- | ------- | ------- | ------- | ------- | ------------ | ------------ | ------------ | ------------ | ------------ | ------------ | ------ | ------ | ------ | ------ | ------ | ------ | --- |
| Campionato Italiano di Football | 0     | 0       | 0       | 0       | 0       | 0       | 0       | 1            | 0            | 0            | 1            | 0            | 2            | 1      | 0      | 0      | 1      | 0      | 2      | -2  |
| Medaglia del Re                 | -     | 0       | 0       | 0       | 0       | 0       | 0       | 1            | 0            | 0            | 1            | 1            | 9            | 1      | 0      | 0      | 1      | 1      | 9      | -8  |
| Torneo FGNI                     | -     | 1       | 0       | 0       | 1       | 0       | 2       | 0            | 0            | 0            | 0            | 0            | 0            | 1      | 0      | 0      | 1      | 0      | 2      | -2  |
| Totale                          | 0     | 1       | 0       | 0       | 1       | 0       | 2       | 2            | 0            | 0            | 2            | 1            | 11           | 3      | 0      | 0      | 3      | 1      | 13     | -12 |

### Statistiche dei giocatori
| Giocatore    | Campionato Italiano di Football | Campionato Italiano di Football |
| Giocatore    | Presenze                        | Reti                            |
| ------------ | ------------------------------- | ------------------------------- |
| L. Bosisio   | 1                               | 0                               |
| A. Cremonesi | 1                               | 0                               |
| C. M. Magni  | 1                               | 0                               |
| G. Massaroni | 1                               | 0                               |
| U. Meazza    | 1                               | 0                               |
| A. Pirovano  | 1                               | 0                               |
| A. Recalcati | 1                               | 0                               |
| H. Rietmann  | 1                               | 0                               |
| A. Sala      | 1                               | 0                               |